# Таураге
Таураге (литв. Tauragė, рус. Таураге, пољ. Taurogi) је један од значајнијих градова у Литванији. Он се налази на југозападу земље, близу границе са Литваније са Русијом (Калињинградска област). Таураге чини самосталну општину у оквиру округа Таураге, чије је управно средиште.
Таураге се простире се на 16 km² и према последњим проценама у њему је живело 28.504 становника.

## Партнерски градови
- Зестафони
- Белхатов
- Острода
- Ридштат
- Совјетск